# Chantal Montellier
Chantal Montellier (Andrézieux-Bouthéon, 1 augustus 1947) is een Frans schrijfster en illustrator van de stripboeken,  media-ontwerper en kunstschilder. 
Ze studeerde aan de École des Beaux-Arts de Saint-Étienne van 1962 tot 1969. Van 1969 tot 1973 werkte zij als hoogleraar beeldende kunst aan diverse scholen en universiteiten. Van 1989 tot 1993 werkte ze als docent aan de Universiteit van Parijs VIII.
Na een opleiding aan de kunstacademie wordt ze tekenleraar. Vanaf 1974 begon ze met het tekenen van strips voor de stripbladen Charley Mensuel, Métal Hurlant en Ah! Nana. In laatstgenoemd blad worden de eerste pagina's van de serie Andy Gang gepubliceerd. Ze tekende meer dan 25 Franstalige strips, waaronder 1996, Les rêves du fou en L'esclavage c'est la liberté.

### Nederlandstalige uitgaven
- 1996
- Andy Gang
- Andy Gang deel 2 - De Moordenaar van de Marne
- Het Proces

### Engelstalige uitgaven
- Social Fiction